# Boophis ankaratra
A Boophis ankaratra a kétéltűek (Amphibia) osztályába, a békák (Anura) rendjébe és az aranybékafélék (Mantellidae) családjába tartozó faj. Neve élőhelyére, az Ankaratra vulkánra utal.

## Előfordulása
A faj Madagaszkár endemikus faja. Az ország közepén emelkedő Ankaratra vulkán lejtőin honos 1200–1800 m-es magasságon. Természetes élőhelye szubtrópusi vagy trópusi párás hegyvidéki erdők, folyók, legelők, kertek, lepusztult erdők.      

## Megjelenése
Kis méretű békafaj, a kifejlett hímek mérete 24–28 mm, a nőstényeké nem ismert. Színe világoszöld sárgás színezetű kockás mintázattal, néha sötét foltok tarkítják. Hasi oldala fehér. 